# ماري تاكانو
ماري تاكانو (باليابانية: たかの舞俐) هي ملحنة وعازفة بيانو يابانية، ولدت في 10 فبراير 1960 في طوكيو في اليابان.

## وصلات خارجية
- الموقع الرسمي